# Chionochloa rubra
Chionochloa rubra es una especie de fanerógama de áreas de tussok, endémica de Nueva Zelanda.

## Sinonimia
- Danthonia antarctica var. minor Hook.f.[1]